# セレウコス4世
セレウコス4世フィロパトル（ギリシア語: Σέλευκος Δ' Φιλοπάτωρ、紀元前218年? - 紀元前175年）は、セレウコス朝シリアの王（在位：紀元前187年 - 紀元前175年）。アンティオコス3世（大王）の子。アンティオコス4世エピファネスの兄。フィロパトル（愛父王）と称される。

## 生涯
父アンティオコス3世がローマ・シリア戦争においてローマに敗北し、アパメア和約（紀元前188年）により莫大な賠償金を課せられたため、父の死後即位したセレウコス4世は賠償金の支払いに苦しめられることとなった。国力の弱体化が進んだため、ローマ、アンティゴノス朝マケドニア、プトレマイオス朝エジプトなどとは良好な関係継続に努めた。
セレウコス4世は賠償金支払いのためエルサレム神殿の財宝略奪を図り、財務長官ヘリオドロスを派遣した。ヘリオドロスは王位を狙っており、王を暗殺した。ヘリオドロスはまもなくアンティオコス4世エピファネスに倒され、彼が後継者となった（紀元前175年）。
セレウコス4世の子デメトリオス1世ソテルは、ローマの人質となっており、後に帰還して王位を奪取した（紀元前161年）。